# Mastophora satsuma
Espèce
Mastophora satsuma est une espèce d'araignées aranéomorphes de la famille des Araneidae.

## Distribution
Cette espèce est endémique de Floride aux États-Unis,. Elle a été découverte dans le comté de Hillsborough

## Description
La femelle holotype mesure 9,6 mm.

## Étymologie
Son nom d'espèce lui a été donné en référence à l'arbre sur laquelle elle a été découverte, le mandarine satsuma.

## Publication originale
- Levi, 2003 : The bolas spiders of the genus Mastophora (Araneae: Araneidae). Bulletin of the Museum of Comparative Zoology, vol. 157, no 5, p. 309-382 (texte intégral).